# Казанцев, Валерий Васильевич
Валерий Васильевич Казанцев (4 февраля 1945, Верховье, Орловская область — 5 февраля 2016, Казань) — советский и российский гобоист, педагог. Народный артист Татарской АССР (1991).

## Биография
Родился в посёлке Верховье. В 1965 году окончил Орловское музыкальное училище по классу гобоя Л. И. Козлитина. В 1970 году окончил Казанскую государственную консерваторию по классу доцента Н. Г. Зуевича. С 1967 года работал солистом группы гобоев Симфонического оркестра ТАССР Татарской государственной филармонии. Работал со многими известными дирижёрами, среди которых: Натан Рахлин, Фуат Мансуров, Владимир Зива, Вероника Дударова, Евгений Светланов, Кирилл Кондрашин, Ренат Салаватов В 1972—2005 годах преподавал в Казанском музыкальном училище, где следовал педагогической традиции своего предшественника, гобоиста М. В. Батталова.  C 1995 года доцент Валерий Казанцев вёл специальный класс гобоя в Казанской консерватории.

## Деятельность
В 2008 проводил мастер-классы в Средней специальной музыкальной школе (колледже) при Казанской консерватории, а в 2009 — в Казанской ДМШ № 3. Являлся членом жюри казанских городских конкурсов ДМШ в 1994, 1996, 2001, 2003, 2008 годах, а в 2000 — являлся членом жюри Регионального конкурса молодых исполнителей на духовых и ударных инструментах.
Среди учеников Валерия Васильевича Казанцева: Г. Зинатуллина, З. Иксанова, Г. Кашаева, В. Колесникова, Д. Никитин, А. Покровский, Е. Сидоров, А. Ситдикова, В. Тазетдинова, М. Черепанов, А. Шубин.
Студенты Валерия Казанцева многократно становились лауреатами и дипломантами всероссийских и международных конкурсов, и работают по сей день в средних и высших учебных заведениях, а так же в различных оркестрах России, Татарстана и Европы.

## Награды и звания
- Народный артист Татарской АССР (1991)[12]